# Kapu
La palabra hawaiana kapu suele traducirse como ‘prohibido’. En el antiguo Hawái, el kapu hacía referencia al antiguo sistema de leyes y normas. Una ofensa kapu consistía habitualmente en una infracción de tipo corporal, pero solía implicar también una amenaza al poder espiritual, o el robo del maná . El cumplimiento del kapu se imponía de forma estricta. La infracción de alguno, aunque fuera sin intención, solía conllevar la muerte inmediata. Este concepto se relaciona con el tabú y el tapu o tabu presente en otras culturas de la Polinesia.

## Restricciones
Las restricciones más famosas son las que se refieren al contacto con los jefes, pero también se aplicaban a todos aquellos con poderes espirituales conocidos. Era kapu entrar en el espacio personal de un jefe, entrar en contacto con su pelo o con los restos de sus uñas, mirarle directamente y estar ante él con la cabeza más alta. El llevar plumas rojas y amarillas (un signo de la realeza) era kapu, a menos que se fuera de alto rango. Los lugares considerados kapu a menudo se simbolizan con dos bastones cruzados, cada uno de ellos con una bola blanca encima.
El sistema kapu regía también el contacto entre hombres y mujeres. En particular, los hombres y las mujeres no podían comer juntos. Además, determinados alimentos —como el cerdo, las bananas (por su semejanza fálica) y los cocos— se consideraban kapu para las mujeres. El sistema kapu se utilizó en Hawái hasta 1819, cuando el rey Kamehameha II, actuando junto con su madre Keōpūolani y la reina de su padre, Kaʻahumanu lo abolió al compartir de forma simbólica una comida con alimentos prohibidos con las mujeres de su corte.
A la vista de estos ejemplos, este término en la Polinesia presenta la connotación tanto de sagrado como de prohibido. La mejor forma de traducirlo sería con el significado de "vetado" o de restringido ritualmente. Lo contrario de kapu es noa con el significado de "común" o "libre."

## Uso moderno
Las ambigüedades del concepto polinesio (desde el punto de vista anglosajón) quedan reflejadas en los distintos sentidos de la palabra en las distintas variedades locales de inglés: En su utilización moderna en Hawái, "KAPU" se sustituye a menudo por la frase "No Pasar" en la señalización de propiedad privada. En la película Lilo y Stitch, Lilo tiene un cartel en su puerta que pone "Kapu" como señal de privacidad. Por el contrario, en Nueva Zelanda, la palabra equivalente "tapu" se usa casi siempre indicando "sagrado."
En 2006, Her Interactive lanzó un juego de ordenador basado en la serie de libros de Nancy Drew, titulada The Creature of Kapu Cave.